# 蒙索勒瓦斯特
蒙索勒瓦斯特（法語：Monceau-le-Waast）是法国皮卡第大区埃纳省的一个市镇，属于拉昂区马尔勒县。该市镇2009年时的人口为220人。

## 人口
蒙索勒瓦斯特人口变化图示
| 数据来源：INSEE |